# Markéta Habsburská (1480–1530)
Markéta Habsburská (10. ledna 1480, Brusel – 1. prosinec 1530, Mechelen) byla kněžna asturijská a vévodkyně savojská. V letech 1507 až 1530 byla místodržící v Nizozemí.

## Život
Markéta byla dcerou císaře Maxmiliána I. a dědičky Burgundska Marie, která zemřela již roku 1482 a své statky odkázala svým dvěma dětem.
Původně byla Markéta zaslíbena francouzskému dauphinovi Karlovi. Ze sňatku sešlo kvůli francouzské snaze o získání Bretaně. Bretaňská dědička Anna byla zasnoubena s Markétiným otcem, ovšem to nezabránilo Karlovi VIII., aby s ní roku 1491 neuzavřel sňatek. Zapuzená Markéta se musela vrátit na otcův dvůr a vztahy mezi Francií a Habsburky citelně ochladly.
Maxmilián I. se dohodl se španělským králem Ferdinandem II. o dvojité svatbě svých dětí, která se konala 21. srpna 1496 v Lieru. Šestnáctiletá Markéta se provdala za infanta Jana a její bratr se oženil s Johanou Kastilskou. Markétino manželství bylo spokojené, zasáhla však nemilosrdná smrt. Jan 4. října 1497 zemřel, zřejmě na tuberkulózu a brzy jej následoval do hrobu i jeho pohrobek.
Dne 3. prosince 1501 se Markéta podruhé provdala v Romainmôtier za savojského vévodu Filiberta. Filibert již tři roky po svatbě zemřel při nehodě na lovu a žalem zdrcená Markéta nechala milovanému choti vystavět na věčnou památku klášter Brou v jižní Francii (do roku 1601 však v Savojsku).
Markétin bratr Filip zemřel dva roky po jejím manželovi a zanechal po sobě duševně chorou ženu a šest malých dětí. Markéta se tak po bratrově smrti stala roku 1507 nizozemskou místodržící a zároveň poručníkem části bratrova potomstva. Poskytla jim péči a skvělé vzdělání, nemohla je však uchránit politických sňatků, jež osnoval jejich dědeček Maxmilián. Roku 1515 předala Nizozemí synovci Karlovi, který je po získání španělské koruny tetičce roku 1517 opět předal do péče. V Nizozemí strávila Markéta zbytek svého života.

## Smrt a pohřeb

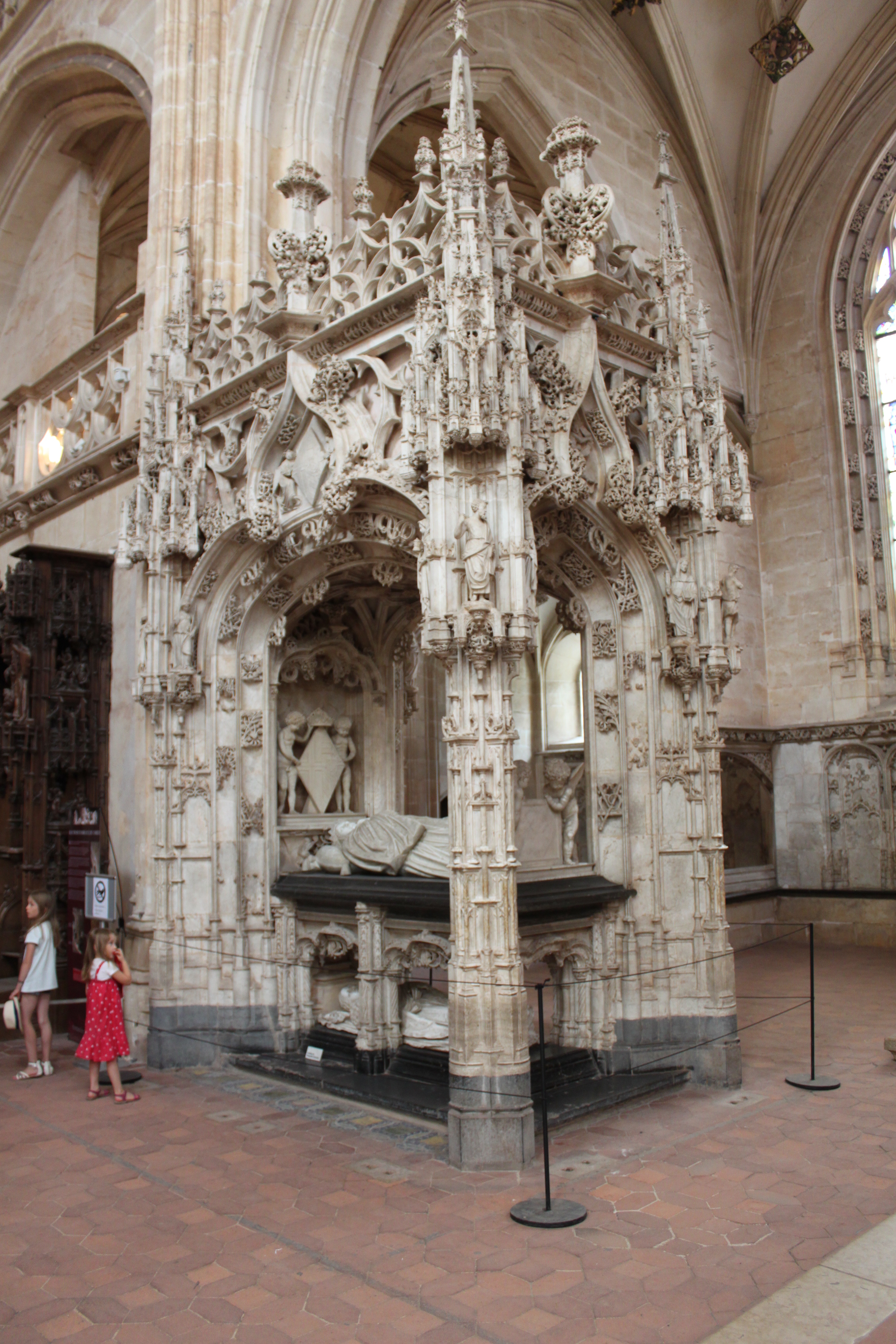
Hrobka Markéty Rakouské v klášteře Brou v Bourg-en-Bresse se dvěma figurami – nahoře a dole

Dne 15. listopadu 1530 šlápla Markéta na střep rozbitého skla. Nejprve zranění nepřikládala velkou váhu, ale vznikla gangréna, a nohu bylo nutné amputovat. Rozhodla se nejprve uspořádat všechny své záležitosti, určila Karla V. svým jediným dědicem a napsala mu dopis, v němž ho žádala, aby udržoval mír s Francií a Anglií. V noci 30. listopadu k ní přišli lékaři, aby ji operovali. Podali jí dávku opia ke zmírnění bolesti, ale údajně byla tak silná, že se už neprobudila. Zemřela mezi půlnocí a jednou hodinou ranní.
Po Markétě se guvernérkou stala Karlova sestra Marie Uherská (nebo Rakouská), tehdy 25letá vdova, která byla povolána zpět poté, co její manžel Ludvík II. Uherský padl v bitvě u Moháče proti Turkům v roce 1526.

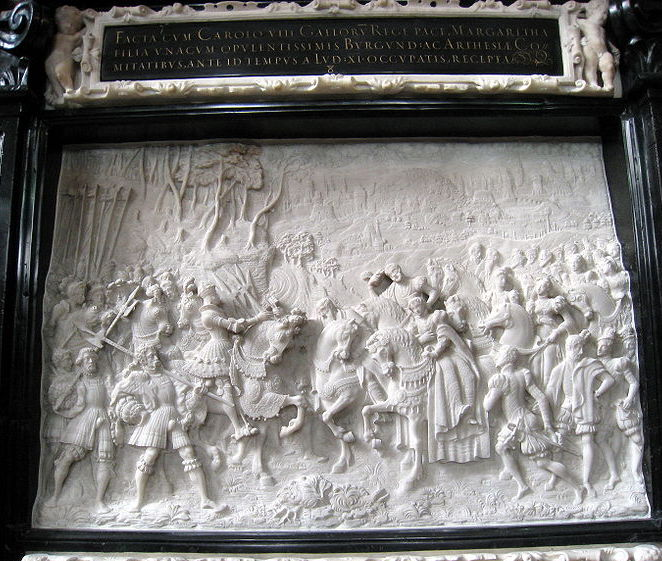
Markétin návrat k otci v roce 1493, mramorový reliéf od Alexandra Colyna, založený na dřevorytu z Triumfálního oblouku Albrechta Dürera, na kenotafu Maxmiliána I. v Innsbrucku

Markéta byla pohřbena po boku svého druhého manžela v Bourg-en-Bresse, v mauzoleu Královského kláštera Brou, které dříve nechala postavit. Její velmi zdobná hrobka byla vytvořena Conratem Meitem, jejím mnohaletým dvorním sochařem. Obsahuje dvě ležící figury – horní ve formálních regáliích jako vévodkyně savojská a dolní, která působí, jako by spala, s rozpuštěnými vlasy.
V Hofkirche v Innsbrucku je bronzová socha Markéty Habsburské ve skupině kolem kenotafu jejího otce Maxmiliána I., římského císaře, který také obsahuje reliéfní panel znázorňující její návrat z Francie. Clive Holland poznamenává, že muselo být odvážné umístit tuto scénu vedle vyobrazení triumfů jejího otce, protože v té době bylo odmítnutí manželství pro oba trpkou zkušeností. V Mechelenu v Belgii se nachází socha Markéty z roku 1849 vedle katedrály sv. Rumbolda.

## Vyobrazení v médiích
Markétu Habsburskou v televizním seriálu Isabel hraje španělská herečka Úrsula Corberó.
Velice nepřesná fiktivní verze Markéty se objevuje ve hře The Unhappy Penitent od Catharine Trotter, kde vystupuje jako postava „Margarite“. Ve hře je Margarite zamilovaná do Reného II., vévody lotrinského, ačkoli neexistují žádné důkazy, že by se ti dva kdy setkali. Také vévoda bretaňský je do Margarite zamilovaný, ale zemřel v roce 1488, kdy bylo historické Markétě osm let. Byl otcem Anny Bretaňské, která se později stala Markétinou náhradnicí a přijela do Francie, aby se provdala za Karla VIII.; smrt jejího otce bez mužského dědice spustila řadu zásnub Anny.
V seriálu Bílá princezna ji hraje Zazie Hayhurst.

## Vývod z předků
|                    |                          |  |                   |                         |  |  |  |  |  |  |  | Leopold III. Habsburský |
|                    |                          |  |                   |                         |  |  |  |  |  |  |  |                         |
|                    | Arnošt Habsburský        |  |                   |                         |  |  |  |  |  |  |  |                         |
|                    |                          |  |                   |                         |  |  |  |  |  |  |  |                         |
|                    |                          |  |                   | Viridis Viscontiová     |  |  |  |  |  |  |  |                         |
|                    |                          |  |                   |                         |  |  |  |  |  |  |  |                         |
|                    | Fridrich III. Habsburský |  |                   |                         |  |  |  |  |  |  |  |                         |
|                    |                          |  |                   |                         |  |  |  |  |  |  |  |                         |
|                    |                          |  |                   | Zemovít IV. Mazovský    |  |  |  |  |  |  |  |                         |
|                    |                          |  |                   |                         |  |  |  |  |  |  |  |                         |
|                    | Cimburgis Mazovská       |  |                   |                         |  |  |  |  |  |  |  |                         |
|                    |                          |  |                   |                         |  |  |  |  |  |  |  |                         |
|                    |                          |  |                   | Alexandra Litevská      |  |  |  |  |  |  |  |                         |
|                    |                          |  |                   |                         |  |  |  |  |  |  |  |                         |
|                    | Maxmilián I. Habsburský  |  |                   |                         |  |  |  |  |  |  |  |                         |
|                    |                          |  |                   |                         |  |  |  |  |  |  |  |                         |
|                    |                          |  |                   | Jan I. Portugalský      |  |  |  |  |  |  |  |                         |
|                    |                          |  |                   |                         |  |  |  |  |  |  |  |                         |
|                    | Eduard I. Portugalský    |  |                   |                         |  |  |  |  |  |  |  |                         |
|                    |                          |  |                   |                         |  |  |  |  |  |  |  |                         |
|                    |                          |  |                   | Filipa z Lancasteru     |  |  |  |  |  |  |  |                         |
|                    |                          |  |                   |                         |  |  |  |  |  |  |  |                         |
|                    | Eleonora Portugalská     |  |                   |                         |  |  |  |  |  |  |  |                         |
|                    |                          |  |                   |                         |  |  |  |  |  |  |  |                         |
|                    |                          |  |                   | Ferdinand I. Aragonský  |  |  |  |  |  |  |  |                         |
|                    |                          |  |                   |                         |  |  |  |  |  |  |  |                         |
|                    | Eleonora Aragonská       |  |                   |                         |  |  |  |  |  |  |  |                         |
|                    |                          |  |                   |                         |  |  |  |  |  |  |  |                         |
|                    |                          |  |                   | Eleonora z Alburquerque |  |  |  |  |  |  |  |                         |
|                    |                          |  |                   |                         |  |  |  |  |  |  |  |                         |
| Markéta Habsburská |                          |  |                   |                         |  |  |  |  |  |  |  |                         |
|                    |                          |  |                   |                         |  |  |  |  |  |  |  |                         |
|                    |                          |  | Jan I. Burgundský |                         |  |  |  |  |  |  |  |                         |
|                    |                          |  |                   |                         |  |  |  |  |  |  |  |                         |
|                    | Filip III. Dobrý         |  |                   |                         |  |  |  |  |  |  |  |                         |
|                    |                          |  |                   |                         |  |  |  |  |  |  |  |                         |
|                    |                          |  |                   | Markéta Bavorská        |  |  |  |  |  |  |  |                         |
|                    |                          |  |                   |                         |  |  |  |  |  |  |  |                         |
|                    | Karel Smělý              |  |                   |                         |  |  |  |  |  |  |  |                         |
|                    |                          |  |                   |                         |  |  |  |  |  |  |  |                         |
|                    |                          |  |                   | Jan I. Portugalský      |  |  |  |  |  |  |  |                         |
|                    |                          |  |                   |                         |  |  |  |  |  |  |  |                         |
|                    | Isabela Portugalská      |  |                   |                         |  |  |  |  |  |  |  |                         |
|                    |                          |  |                   |                         |  |  |  |  |  |  |  |                         |
|                    |                          |  |                   | Filipa z Lancasteru     |  |  |  |  |  |  |  |                         |
|                    |                          |  |                   |                         |  |  |  |  |  |  |  |                         |
|                    | Marie Burgundská         |  |                   |                         |  |  |  |  |  |  |  |                         |
|                    |                          |  |                   |                         |  |  |  |  |  |  |  |                         |
|                    |                          |  |                   | Jan I. Bourbonský       |  |  |  |  |  |  |  |                         |
|                    |                          |  |                   |                         |  |  |  |  |  |  |  |                         |
|                    | Karel I. Bourbonský      |  |                   |                         |  |  |  |  |  |  |  |                         |
|                    |                          |  |                   |                         |  |  |  |  |  |  |  |                         |
|                    |                          |  |                   | Marie z Berry           |  |  |  |  |  |  |  |                         |
|                    |                          |  |                   |                         |  |  |  |  |  |  |  |                         |
|                    | Isabela Bourbonská       |  |                   |                         |  |  |  |  |  |  |  |                         |
|                    |                          |  |                   |                         |  |  |  |  |  |  |  |                         |
|                    |                          |  |                   | Jan I. Burgundský       |  |  |  |  |  |  |  |                         |
|                    |                          |  |                   |                         |  |  |  |  |  |  |  |                         |
|                    | Anežka Burgundská        |  |                   |                         |  |  |  |  |  |  |  |                         |
|                    |                          |  |                   |                         |  |  |  |  |  |  |  |                         |
|                    |                          |  |                   | Markéta Bavorská        |  |  |  |  |  |  |  |                         |
|                    |                          |  |                   |                         |  |  |  |  |  |  |  |                         |